# Ducati Sogno
La Ducati Sogno è una microcamera 35 mm prodotta tra il 1946 e il 1952 dall'azienda italiana nota come Società Scientifica Radio Ducati SpA, caratterizzata dalle sue dimensioni contenute (quanto un pacchetto di sigarette), dalla bontà nei materiali utilizzati durante la progettazione e dal design che ricorda le fotocamere Leica, anche se le soluzioni tecniche adottate sono del tutto originali.

## Storia
La microcamera Sogno è stata ideata e progettata durante la seconda guerra mondiale nei laboratori segreti POST utilizzati per creare prodotti adatti al periodo postbellico a partire da 1941.
La prima apparizione in pubblico è stata alla Fiera di Milano del 1946, entrando nel mercato con un prezzo di 82000 lire (circa 2600 euro al 2023), potendo inoltre contare su un intero sistema di accessori ed altri articoli dedicati, però la microcamera presto si trasformò in un deciso insuccesso per l'azienda, principalmente per due motivi:
- uso di caricatori speciali dedicati;
- il costo molto elevato di mercato;

Inizialmente la Ferrania commercializzò dei caricatori pronti all'uso, che purtroppo si sono rivelati di difficile e insicura reperibilità, a causa della breve produzione, successivamente per caricare la sogno era necessario utilizzare dei caricatori speciali forniti dall'azienda ed effettuare l'operazione di bobinamento al buio della pellicola nel caricatore.
Il costo della microcamera ebbe una leggera diminuzione, partendo dal lancio nel 1946 da 82000 lire ed arrivando nel 1952 alle 32000 lire delle ultime vendite, fatto piuttosto innaturale se è considerata la svalutazione galloppante della moneta in quegli anni.
A causa di questi problemi la produzione programmata dall'azienda era di 10000 unità all'anno, però non è stata mai raggiunta la piena operatività, vendendo solo 10.000 pezzi in tutto.

## Caratteristiche tecniche
La Sogno detto è una microcamera dalle dimensioni ridotte 5,4 cm altezza, profonda 3,3 cm, lunghezza 10 cm e peso 245 gr compresa l'ottica con pellicola di formato 18x24, telemetro, ottiche intercambiabili, con un'ampia gamma di accessori abbinabili.
I caricatori speciali possono scattare fino a 15 fotogrammi, l'otturatore è a tendina con una gamma di tempi da 1/20 a 1/500 più posa B, l'innesto dell'obiettivo è a baionetta particolare; quello di serie era un Vitor 35 mm f 1/3,5 con diaframma regolabile da 1/3,5 a 1/16.
La messa a fuoco è possibile regolarla attraverso un telemetro separato dal mirino, che mostra una parte dell'inquadratura, in più l'oculare del telemetro è regolabile per correggere errori di vista del fotografo.
La microcamera non era sincronizzata, ma era disponibile un accessorio applicabile al bottone di scatto, pontendo in questo modo utilizzare il flash.

## Varianti
La Sogno è stata prodotta, nel corso del tempo, effettuando alcune varianti: per esempio la Sogno a numeri rossi e la Sogno sport che si differenziava dal modello classico per i tempi che spaziavano da 1/100 a 1/3000 s.
Altre modifiche effettuate furono la realizzazione della sincronizzazione nelle ultime Sogno, oppure la regolazione del telemetro con una ghiera sull'oculare, è stata modificata tramite una piccola leva, vicino al bottone per la regolazione dei tempi.